# Coenobia lineola
Coenobia lineola là một loài bướm đêm trong họ Noctuidae.